# Across a Wire: Live in New York City
Across a Wire: Live in New York City is het derde album van de Amerikaanse rockband Counting Crows. Het album kwam uit op 14 juli 1998. Het is een dubbel live-album waar nummers op staan van hun twee vorige cd's: August and Everything After en Recovering the Satellites.
De eerste cd is akoestisch en intiem, de tweede rocky en direct.

## Tracklist

### Disc Een
1. "Round Here" – 6:16
2. "Have You Seen Me Lately?" – 3:57
3. "Angels of the Silences" – 3:57
4. "Catapult" – 3:57
5. "Mr. Jones" – 5:17
6. "Rain King" – 5:51
7. "Mercury" – 3:45
8. "Ghost Train" – 5:27
9. "Anna Begins" – 13:54
10. "Chelsea" (hidden) – 6:15

### Disc Twee
1. "Recovering the Satellites" - 5:49
2. "Angels of the Silences" - 3:34
3. "Rain King" - 5:48
4. "Sullivan Street" - 4:37
5. "Children in Bloom" - 5:19
6. "Have You Seen Me Lately?" - 4:10
7. "Raining in Baltimore" - 5:34
8. "Round Here" - 10:00
9. "I'm Not Sleeping" - 4:58
10. "A Murder of One" - 5:35
11. "A Long December" - 6:06
12. "Walkaways" - 1:50